# Religiosam vitam
Religiosam vitam (in italiano La vita religiosa) è una bolla pontificia emanata da papa Onorio III il 22 dicembre 1216.

## Storia dellaReligiosam vitam

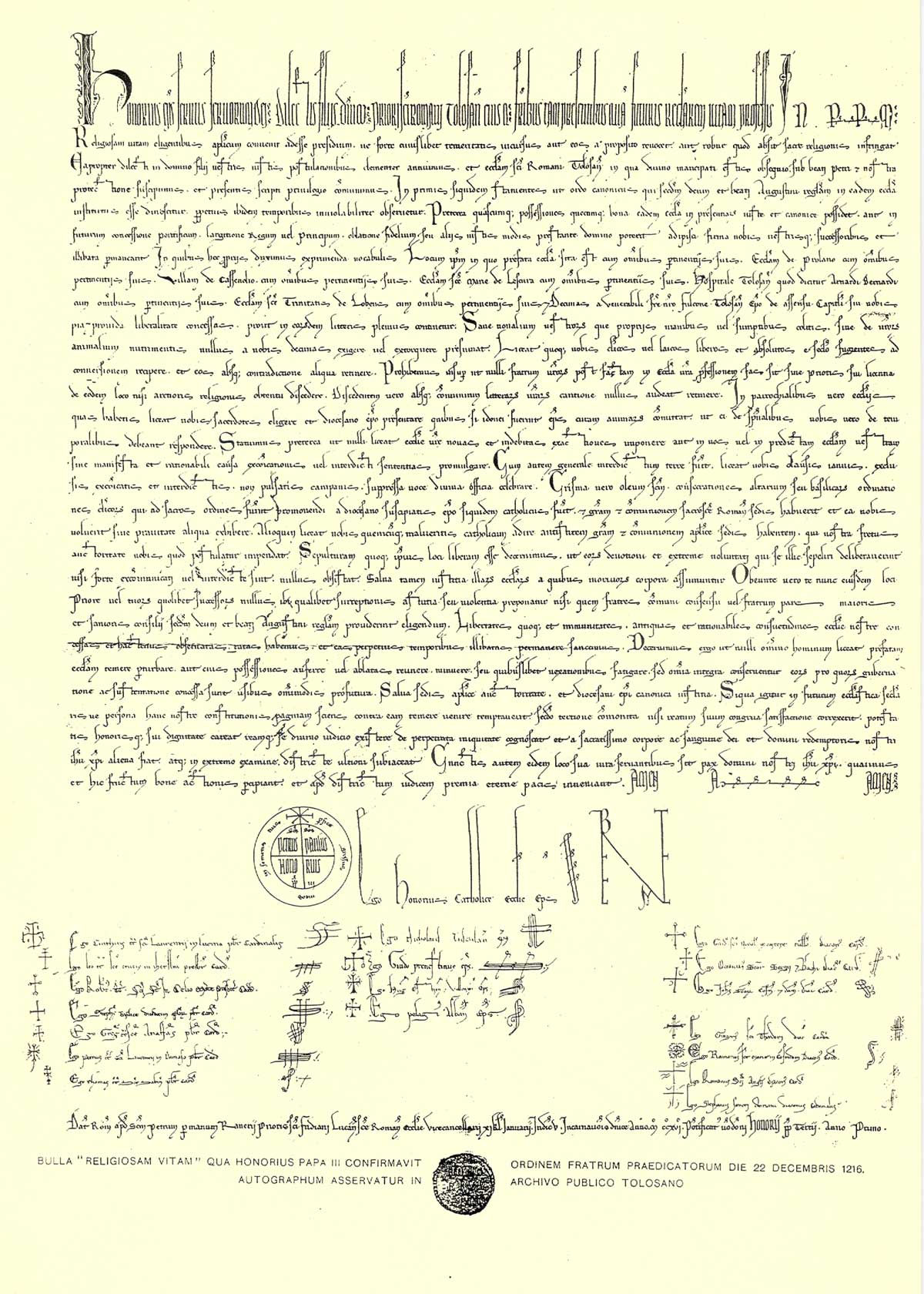
La bolla Religiosam vitam

Nel documento il papa conferma la fondazione dell'Ordine dei frati predicatori (Domenicani) - un Ordine mendicante - che aveva già conventi a Roma, Parigi e Bologna che era stato riconosciuto dal vescovo di Tolosa un anno prima nel 1215. Il Collegio ha adottato la regola di sant'Agostino; la vita domenicana, però, è regolata dalle leggi e le decisioni prese ai capitoli generali che si incontrano regolarmente.
La creazione dell'Ordine coincide con la crociata contro gli Albigesi nel sud della Francia, nel corso della quale i Domenicani erano molto attivi. La loro vita religiosa (soprattutto la testimonianza della povertà evangelica) e la loro predicazione vogliono portare un'altra dimensione alla riconquista religiosa degli albigesi.